# Elektroniczny nos

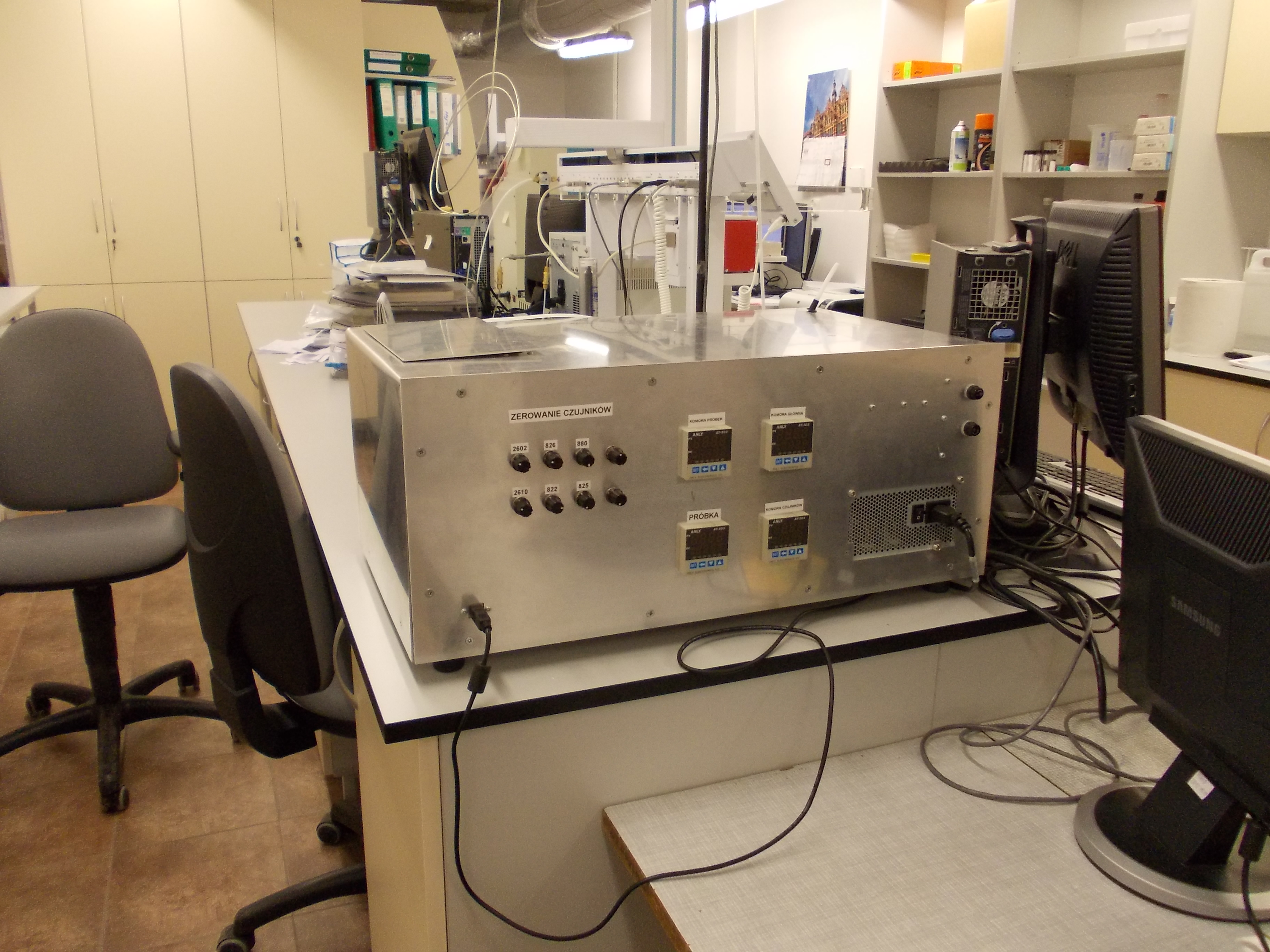
Prototyp elektronicznego nosa skonstruowany w Katedrze Chemii Analitycznej Wydziału Chemicznego Politechniki Gdańskiej umożliwia dokonanie szybkiej klasyfikacji próbek środowiskowych lub żywności

Elektroniczny nos (e-nos) — analogia biologicznego zmysłu powonienia; zespół detektorów chemicznych reagujących na różne rodzaje cząstek zawartych w otoczeniu lub różne ich cechy (jak np. obecność specyficznych wiązań chemicznych, kwasowość, zasadowość, zdolność do stabilizacji sąsiednich dipoli itd). Fuzja informacji uzyskiwanych za pomocą takiego zespołu pozwala wnioskować nt. chemicznego składu otoczenia.
E-nosy mogą być konstruowanie przy użyciu różnorakich detektorów w tym detektorów optoelektronicznych i akustoelektronicznych.

## Zasada działania
Elektroniczny nos jest prymitywnym modelem biologicznego analizatora węchowego. Rolę nabłonka węchowego odgrywa „pole czujników” – płytka, na której umieszcza się kilka, kilkanaście lub kilkadziesiąt różnych czujników, reagujących mało selektywnie na obecność różnych związków lub grup związków chemicznych (model węchowej komórki receptorowej). Funkcje wyższych pięter analizatora biologicznego spełniają klasyczne programy, umożliwiające określanie stopnia podobieństwa reakcji „pola czujników” na działanie badanej próbki i wzorca (np. rodzaj perfum, gatunek sera, zapachowy ślad przestępcy itp.).

## Czujniki elektronicznego nosa („receptory” i „nabłonek węchowy”)

Zjawisko piezoelektryczne

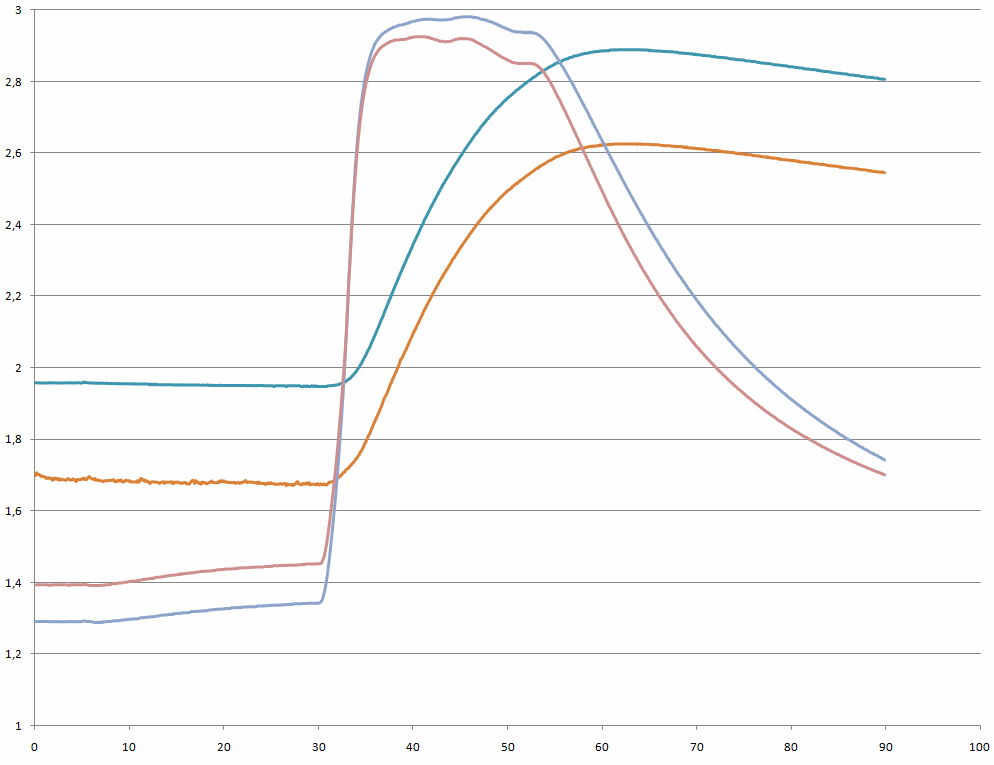
Zmiany napięciowego sygnału czterech czujników e-nosa w czasie

Pole czujników elektronicznego nosa (E-Nose Sensor Field) tworzy zwykle kilkanaście lub kilkadziesiąt różnych elementów. Są one – w urządzeniach komercyjnych - montowane w wymienialne moduły (przygotowane do stosowania w konkretnym celu). 
Elementami takiego „sztucznego nabłonka węchowego” są takie same czujniki, jakie są stosowane w klasycznych analizatorach składu gazów (np. detektory chromatografów gazowych, kieszonkowe detektory metanu i gazów toksycznych itp). Są to najczęściej czujniki konduktometryczne i piezoelektryczne. Istotą działania czujników konduktometrycznych są zmiany elektrycznego przewodnictwa materiału aktywnego, na przykład półprzewodzących tlenków metali (MOS, Metal Oxide Sensors) lub niektórych polimerów, zachodzące pod wpływem sorpcji określonych zanieczyszczeń powietrza. Zjawisko piezoelektryczne jest wykorzystywane w tzw. kwarcowych mikrowagach. W wyniku sorpcji zanieczyszczeń powietrza na powierzchni kryształu ulega zmianie jego masa i charakterystyczna częstość drgań.
Niezbędne zróżnicowanie wrażliwości poszczególnych czujników-”receptorów” na różne rodzaje związków chemicznych osiąga się przez wprowadzanie różnych domieszek do półprzewodzących tlenków metali lub pokrywanie kryształów piezoelektrycznego kwarcu filmem wysokowrzących cieczy (np. fazy stacjonarne dla GC). Pola sensorów mogą zawierać również inne rodzaje czujników, np. czujniki potencjometryczne, optoelektroniczne i akustoelektroniczne lub bioczujniki.

## Analiza odebranych sygnałów („percepcja wrażenia węchowego”)
Podobieństwo dwóch rozkładów pobudzeń pola czujników określa się klasycznymi metodami analizy statystycznej. W najprostszych przypadkach mogą być wykorzystane proste – tabelaryczne lub graficzne - zestawienia odpowiedzi poszczególnych czujników. W przypadkach bardziej złożonych są stosowane takie metody, jak analiza głównych składowych, (ang. Principal Component Analysis, PCA) lub sieci neuronowe. Zapach jest „rozpoznawany”, jeżeli zbiór sygnałów o rozkładzie aktywności zestawu zróżnicowanych czujników jest wystarczająco podobny do analogicznego zbioru odpowiadającego „wzorcowi”.

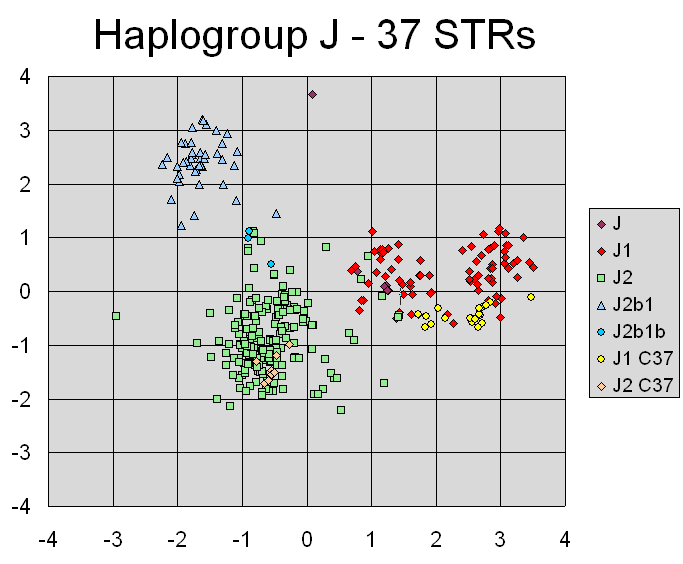
Wynik grupowania obiektów metodą PCA na przykładzie dot. haplotypów

## Zastosowania
Nowoczesne elektroniczne nosy są coraz częściej wykorzystywane do badań jakości artykułów spożywczych, w przemyśle farmaceutycznym i kosmetycznym lub badaniach kryminalistycznych i medycznych (np. diagnostyka chorób nowotworowych). Są użyteczne również podczas ciągłych pomiarów stopnia zanieczyszczenia próbek środowiskowych (woda, powietrze) oraz ocen skuteczności oczyszczania ścieków i gazów odlotowych.

## Modyfikacja koncepcji elektronicznego nosa – system GC-NN
Analogią „elektronicznego nosa” jest tzw. „System GC-NN”. Zgodnie z tą koncepcją wszystkie wyspecjalizowane płytki czujników e-nosa może zastąpić chromatograf gazowy (GC, Gas Chromatography). Powinien on być wyposażony w odpowiednio dobraną kolumnę/kolumny i detektor/detektory.
Przygotowanie systemu GC-NN do wykorzystania w praktyce polega na przeprowadzaniu treningu sieci neuronowej (NN, Neural Networks; ANN, Artificial Neural Networks). W czasie treningu do programu, takiego jak Statistica NN, są wprowadzane informacje o kształcie chromatogramów próbek, reprezentatywnych dla całego zbioru, który ma być oceniany przez dany GC-NN (np. próbki gazu odlotowego w różnych sytuacjach technologicznych, gatunki sera…).